# Glossaire des subdivisions territoriales
Voici une liste des subdivisions territoriales rencontrées dans les divers pays du monde.
- Haut – A
- B
- C
- D
- E
- F
- G
- H
- I
- J
- K
- L
- M
- N
- O
- P
- Q
- R
- S
- T
- U
- V
- W
- X
- Y
- Z

## A
- Amphoe : Thaïlande (อำเภอ)
- Amt : Allemagne (dans certains Länder uniquement). Anciennement au Danemark, en Norvège et aux Pays-Bas
- Apskritis : Lituanie
- Arrondissement : Belgique, Canada (Québec), France, Haïti, Niger
- Aïmag : Mongolie (Аймаг), Chine (Mongolie-Intérieure, Аймаг ou 盟)

## B
- Baladiyah : Qatar (arabe : بلدية baladiyah, pluriel بلديات baladiyat). Anciennement en Libye
- Barangay : Philippines
- Bairro : Brésil, Mozambique, Portugal
- Barrio : Argentine, Espagne, Philippines, Porto Rico
- Bezirk : Autriche
- Binh : Viêt Nam
- Bundesland : Autriche
- Bwrdeistref : Pays de Galles
- Bailliage : Jersey et Guernesey (bailiwick)
- Borough : Australie, Canada, États-Unis, Irlande, Royaume-Uni

## C
- Canton  : Belgique, France, Luxembourg, Suisse
- Changwat : Thaïlande (จังหวัด)
- City : Australie, États-Unis, Nouvelle-Zélande, Royaume-Uni
- Comarque : Brésil, Espagne, Panama (comarca)
- Comuna : Certains pays d'Amérique latine. Voir commune.
- Comună : Roumanie. Voir commune.
- Comune : Italie. Voir commune.
- Comunidad : Espagne
- Commune : Nombreux pays francophones. Voir aussi comună en roumain, comune en italien, kommun en suédois, kommune en danois.
- Corregimiento : Panama.
- County : Canada, États-Unis, Libéria, Royaume-Uni
- Cueillette : Jersey

## D
- Dème : Grèce
- Departamento : Certains pays d'Amérique latine. Voir département
- Département : Certains pays francophones
- District :
- Distrito : Philippines
- Do : Corée du Nord, Corée du Sud, Japon
- Dzongkhag : Bhoutan

## E
- Estado : Mexique, Venezuela
- Émirat : Émirats arabes unis
- État: États-Unis, États fédérés de Micronésie

## F
- Fylke : Norvège

## G
- Gemeente : Pays-Bas
- Gewog : Bhoutan
- Gmina : Pologne
- Gobolka : Somalie
- Gouvernement : Empire russe
- Gouvernorat : Bahreïn, Égypte, Guinée, Irak, Jordanie, Koweït, Liban, Oman, Syrie, Tunisie, Yémen

## I
- Imada : Tunisie (secteur territorial)

## J
- Județ : Roumanie
- Jurydyka : Pologne

## K
- Kanton : Suisse (en allemand)
- Kaza : Empire ottoman
- Ken : Japon, translittération de 県, généralement traduit par préfecture.
- Khett : Cambodge
- Khoueng : Laos
- Kilil : Éthiopie
- Kommun : Suède. Voir commune.
- Kommune  : Danemark, Norvège. Voir commune et Kommune de Norvège.
- Kojououn : Russie
- Krai : Russie
- Kraj : République tchèque, Slovaquie
- Kreis : Allemagne

## L
- Lalawigan : Philippines
- Lääni : Finlande
- Län : Suède
- Lieu-dit : France
- Lugar : Portugal
- Lungsod : Philippines

## M
- Maakond : Estonie
- Megye : Hongrie
- Maḥoz : Israël
- Minṭaqah : Nombreux pays arabes
- Muḥafaẓah : Nombreux pays arabes (cf. gouvernorat)
- Municipalidad : Amérique latine
- Municipio : Amérique latine
- Municipality : Australie, Canada, États fédérés de Micronésie

## N
- Nafa : Israël
- Negeri : Malaisie
- Nome : Grèce

## O
- Oblast : Bulgarie, Biélorussie, Kirghizistan, Russie, Ukraine
- Okres : République tchèque, Slovaquie
- Okroug : Russie, Serbie
- Opština : Monténégro, Serbie
- Ostan : Iran
- Ouiezd : Empire russe, Russie, Ukraine

## P
- Paroisse : Jersey, Guernesey
- Parroquia (paroisse) : Andorre
- Partido : province de Buenos Aires (Argentine)
- Powiat : Pologne
- Pradesh : Inde
- Probinsya (province) : Philippines
- Propinsi (province) : Indonésie
- Provincia (province) : Italie et pays hispanophones
- Provincie (province) : Belgique, Pays Bas
- Prowincja (province) : Pologne
- Parish (paroisse) : États-Unis
- Préfecture : Japon
- Province : nombreux pays anglophones et francophones

## Q
- Qebelé : Éthiopie
- Quang : Viêt Nam

## R
- Raion : Azerbaïdjan, Biélorussie, Géorgie, Lettonie, Moldavie, Russie, Ukraine

## S
- Selsovet : Russie
- Sum (district) : Mongolie
- Sýsla : Islande, îles Féroé

## T
- Territoire fédéral : nombreux États
- Tinh : Viêt Nam
- Township : Canada
- Township : États-Unis

## U
- Oulous : Russie

## V
- Vingtaine : Jersey
- Voïvodie : Pologne, Serbie
- Volost : Russie
- Voblast : Ukraine

## W
- Wereda : Éthiopie
- Wilayah : Pays arabes

## Z
- Ziemia : Pologne
- Zupanija : Croatie